# Ambulyx naessigi
Ambulyx naessigi es una especie de polilla de la familia Sphingidae que vuela en las islas Molucas, Indonesia.